# Enhydrosoma pericoense
Enhydrosoma pericoense är en kräftdjursart som beskrevs av Mielke 1990. Enhydrosoma pericoense ingår i släktet Enhydrosoma och familjen Cletodidae. Inga underarter finns listade i Catalogue of Life.